# Siracourt
Siracourt là một xã ở tỉnh Pas-de-Calais, vùng Hauts-de-France của Pháp.

## Địa lý
Siracourt tọa lạc 27 dặm (43,5 km) phía tây Arras and 3 dặm (4,8 km) phía tây St.Pol, gần giao lộ đường D100 và N39.

## Dân số
| 1962                                                         | 1968 | 1975 | 1982 | 1990 | 1999 | 2006 |
| ------------------------------------------------------------ | ---- | ---- | ---- | ---- | ---- | ---- |
| 143                                                          | 158  | 163  | 140  | 223  | 228  | 249  |
| Số liệu điều tra dân số từ năm 1962: Dân số không tính trùng |      |      |      |      |      |      |